# بيتر بيرك
بيتر بيرك (بالإنجليزية: Peter Burke) (و. 1937  م) هو أستاذ جامعي، ومؤرخ ثقافي، ومؤرخ اجتماعي، ومؤرخ، وأكاديمي، وكاتب بريطاني.

## التعليم
تعلم في كلية سانت جون، أوكسفورد، وكلية القديس أنطوني ‏، وتحصل منها على دكتوراة في الفلسفة.

## مؤلفات مترجمة للعربية
| الكتاب                              | المترجم        | التاريخ | المصدر |
| ----------------------------------- | -------------- | ------- | ------ |
| علم الاجتماع والتاريخ               | داود صالح رحمة | 2007م   | [ 4 ]  |
| الجهل: تاريخ للظاهرة من منظور عالمي | بندر الحربي    | 2024م   | [ 5 ]  |

## جوائز
حصل على جوائز منها:
- دكتوراة فخرية من جامعة زيورخ.

## روابط خارجية
- بيتر بيرك على موقع مونزينجر (الألمانية)